# 庄敬和硕公主
庄敬和硕公主（1782年1月30日—1811年4月4日），愛新覺羅氏，嘉庆帝第三女，生母為和裕皇贵妃刘佳氏。

## 生平
乾隆四十六年（1781年）十二月十七日出生，嘉庆帝時为皇子，生母刘佳氏是他的格格。在嘉慶帝繼位後或公主成婚前，受封为莊敬和碩公主。嘉庆六年十月二十一日，庄敬和硕公主行初定礼，嘉庆帝御保和殿宴請皇子、王公大臣及额驸等人。同日，宮中的諸位妃嬪在諴妃所居的翊坤宮內筵宴慶祝。嘉庆六年（1801年）十一月十九日，公主下嫁蒙古科尔沁部郡王博爾濟吉特氏索特纳木多布济，扎薩克博多勒噶台親王僧格林沁即是她丈夫的嗣子。嘉慶十年三月二十八日，莊敬和碩公主遇喜生得一女，除應行賞賜物件照依公主生女之例賞給外，亦賞給乳母夫婦一對，即正黃旗李鏞佐領下武備院匠役郭興阿時年二十九歲的妻子張氏。嘉庆十三年二月，因庄静固伦公主和庄敬和硕公主自下嫁后，尚未拜她們蒙古婆家的祖茔。嘉慶帝加恩准許她們各赴婆家展拜。嘉庆十六年（1811年）三月十二日去世，享年三十一歲。索特納木多布濟對公主喪事「一切俱蒙皇恩官辦」表示感激，但懇求自辦貢品桌張以「略盡微忱」，嘉慶帝恩准他自辦貢品六日。內務府在同年五月對公主府資產進行清查和回收時，提到額駙索特納木多布濟被恩准開墾昌圖額爾克的地畝，每年應當約有四五萬兩銀子的收入，但由於公主府內並無此項記錄，內務府因此「行查盛京將軍」進行覈實。莊敬和碩公主与其妹庄静固伦公主同葬于王佐村（今北京公主坟）园寝，尚存石碑、宝顶及地宫等物。宝顶上如今已有破坏，而且左近土坡因民房加高而有部分宝顶半没土中。
庄敬和硕公主薨逝後，额驸索特纳木多布斋需要交回公主的幾位陪嫁人员予內務府。孝和睿皇后命人把庄敬和硕公主的一位二十五岁的陪房赏给了额驸为妾侍，清宮档案里称她为“媵”。